# Camocim de São Félix
Camocim de São Félix est une municipalité brésilienne située dans l'État du Pernambouc.